# Montauban-de-Bretagne
Montauban-de-Bretagne es una comuna nueva francesa situada en el departamento de Ille y Vilaine, de la región de Bretaña.

## Historia
El 1 de enero de 2019 pasó a ser una comuna nueva al absorber la comuna de Saint-M'Hervon.

## Demografía
Según los datos aportados en la resolución del prefecto de Ille y Vilaine, la comuna nueva se crea con 5894 habitantes.

## Composición
| Comuna fusionada      | Código INSEE | Población (2016) | Superficie (km²) | Densidad (hab./km²) |
| --------------------- | ------------ | ---------------- | ---------------- | ------------------- |
| Montauban-de-Bretagne | 35184        | 5164             | 42.96            | 120                 |
| Saint-M'Hervon        | 35301        | 583              | 2.46             | 237                 |